# Jan Långben som Åke Mjuk
Jan Långben som Åke Mjuk (även Långbens lugna weekend) (engelska: Father's Weekend) är en amerikansk animerad kortfilm med Långben från 1953.

## Handling
Långben spelar rollen som Åke Mjuk, en vanlig arbetande man med rutiner varje dag, följt av lördagskvällar med party ute på stan och lediga söndagar. Även denna söndag hoppas han ska bli lugn och fridfull, men tyvärr blir det inte riktigt så. Istället blir han störd av barn, djur och grannar omkring sig, och dessutom blir han beordrad av sin fru att ta med deras son till stranden.

## Om filmen
Filmen hade svensk premiär den 5 december 1953 på biografen Röda Kvarn i Stockholm och ingick i kortfilmsprogrammet Kalle Ankas muntra gäng där även Jätten Kalle Anka, Pluto på fisketur, Livat på havet (ej Disney), Långben som tjurfäktare, Plutos besvär med storken och Kalle Ankas ettermyror ingick.

## Rollista
- Pinto Colvig – Långben
- June Foray – Långbens fru, Långbens son
- Billy Bletcher – sjöman
- Alan Reed – berättare[6]